# Mount Owen (Wyoming)
Met een hoogte van 3942 m is Mount Owen de op een na hoogste berg van het Tetongebergte in de Amerikaanse staat Wyoming. Enkel de Grand Teton is met een hoogte van 4199 m beduidend hoger. Binnen het Tetongebergte maakt Mount Owen deel uit van de zogenaamde Cathedral Group. Mount Owen ligt pal ten westen van Teewinot Mountain en ten noord-noordoosten van de Grand Teton zelf.
Net als het merendeel van het Tetongebergte ligt Mount Owen binnen de grenzen van het Grand Teton National Park. Daar de opheffing van het gehele Tetongebergte pas 9 miljoen jaar geleden begon, is het gebergte het jongste gebergteketen van de Rocky Mountains. En net als de andere bergen in deze keten dankt Mount Owen zijn huidige vorm voornamelijk aan de inwerking van gletsjers tijdens opeenvolgende glacialen in het Kwartair.

## Naamgeving
Mount Owen is vernoemd naar William O. Owen (1859-1947), een Amerikaans ingenieur en landmeter. Owen viel die eer te beurt omdat hij in 1898 de eerste gedocumenteerde beklimming van de Grand Teton organiseerde.

## Beklimming
Mount Owen werd voor het eerst beklommen door Fritiof Fryxell, Phil Smith en Robert L.M. Underhill, op 16 juli 1930.
De makkelijkste route naar de top van de berg heeft reeds een moeilijkheidsgraad van klasse 5.1, wat Mount Owen een vrij lastig te beklimmen berg maakt, die best niet zonder enige klimtechnische vaardigheid en kennis aangedaan wordt. Dit neemt echter niet weg dat er legio routes naar de top bestaan.
Net als vele andere bergen in het Tetongebergte is Mount Owen slechts in de zomer relatief ijsvrij en makkelijker te beklimmen. Van de vroege herfst tot de late lente zijn ijs en sneeuw belangrijke factoren die de beklimming van Mount Owen bemoeilijken.

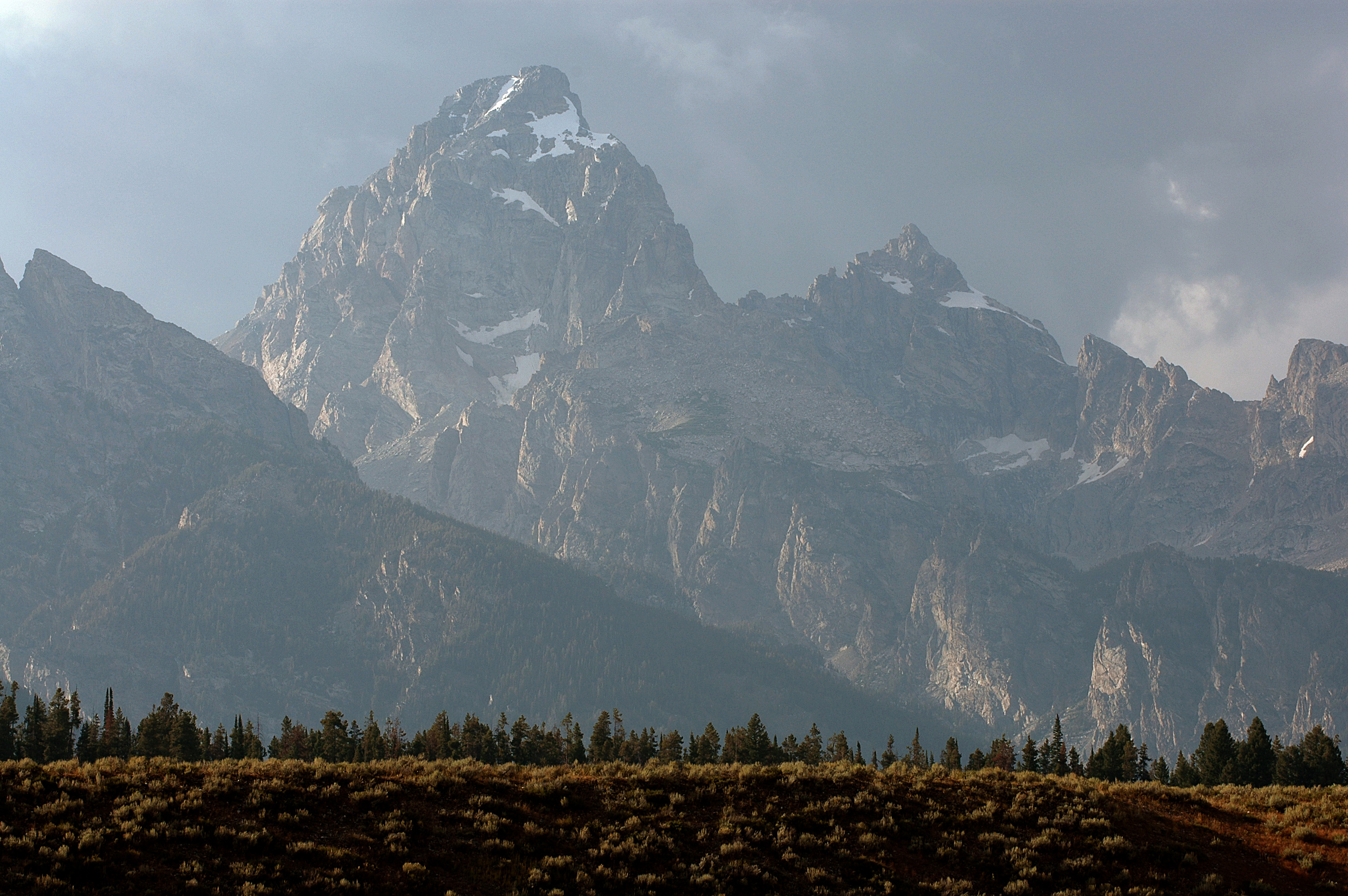
Grand Teton (midden) en Mount Owen (rechts) zoals te zien vanuit Jackson Hole